# Carl Jonsson (sciatore)
Carl Jonsson (11 maggio 2000) è uno sciatore alpino svedese.

## Biografia
Specialista delle prove tecniche attivo dal novembre del 2016, Carl Jonsson ha esordito in Coppa Europa il 14 gennaio 2018 a Kirchberg in Tirol in slalom gigante, in Coppa del Mondo il 22 dicembre 2018 a Madonna di Campiglio in slalom speciale, in entrambi i casi senza completare la prova, e ai Campionati mondiali a Åre 2019, dove non ha completato né lo slalom gigante né lo slalom speciale. È inattivo dall'aprile 2023; non ha preso parte a rassegne olimpiche.

## Palmarès

### Coppa Europa
- Miglior piazzamento in classifica generale: 55º nel 2022

### Far East Cup
- Miglior piazzamento in classifica generale: 19º nel 2018
- 1 podio:
  - 1 secondo posto

### Campionati svedesi
- 1 medaglia:
  - 1 oro (slalom speciale nel 2019)